# ماكسيم لوتسينكو
ماكسيم لوتسينكو مواليد 30 يناير 1993 في دروزهكيفكا، أوكرانيا، هو لاعب كرة سلة أوكراني. بدأ مسيرته الاحترافية في سنة 2010. يحمل الرقم 8. لعب مع نادي أزوفماش لكرة السلة ونادي بوديفلنيك لكرة السلة في دوري السوبر الأوكراني لكرة السلة.

## روابط خارجية
- ماكسيم لوتسينكو على موقع الاتحاد الدولي لكرة السلة (الإنجليزية)
- ماكسيم لوتسينكو على موقع كرة السلة الأوروبية.كوم (الإنجليزية)
- ماكسيم لوتسينكو على موقع ريلجم (الإنجليزية)
- ماكسيم لوتسينكو على موقع بروبوليرز (الإنجليزية)